# Génie écologique
 (mai 2017).
Le génie écologique ou génie de l'environnement regroupe un ensemble de techniques issues de l'ingénierie classique et de l'écologie et se définit par la finalité des actions menées, qui ont comme objectif de contribuer à la restauration écologique et à la résilience de l'écosystème. L'association de l'ingénierie et de l'écologie vise à coopérer avec le vivant, à s'associer et à favoriser les processus naturels dans un but de création, de restauration ou de réhabilitation de fonctions assurées par les milieux naturels. Ainsi, le génie écologique ne se définit pas seulement à partir des techniques utilisées, « avec le vivant », mais surtout par l'objectif visé par les travaux, « pour le vivant »,, : le génie écologique contribue directement à préserver et développer la biodiversité.
Ainsi, le génie écologique cherche à optimiser les services écosystémiques. Mais il peut aussi les recréer en les intégrant dans un aménagement. Il s'appuie sur, et joue avec, les processus naturels à l'œuvre dans les écosystèmes, à l'inverse du génie civil classique qui parfois doit lutter contre la dynamique des écosystèmes. Le génie écologique peut alors s'associer au génie civil et proposer des techniques alternatives en favorisant les capacités de résilience écologique des écosystèmes et en valorisant les facultés du vivant à façonner, améliorer, stabiliser, épurer certains éléments du projet et du paysage : route, bâtiment, sols, pentes, berges, lisières, écotones, zones humides...

## Définition
Le génie écologique est défini en France comme étant la « conduite de projets qui, dans sa mise en œuvre et son suivi, applique les principes de l'ingénierie écologique et favorise la résilience des écosystèmes », l'ingénierie écologique étant définie comme l'« ensemble des connaissances scientifiques, des techniques et des pratiques qui prend en compte les mécanismes écologiques, appliqué à la gestion de ressources, à la conception et à la réalisation d'aménagements ou d'équipements, et qui est propre à assurer la protection de l'environnement. ».
Dans les pays anglo-saxons, c'est « la conception, la réalisation et la mise en œuvre de projets associant la nature pour le bénéfice à la fois de la biodiversité et de la société humaine ».
Dans le monde hispanophone, le concept qui s'en rapproche le plus est celui d'« ingénierie environnementale », qui est défini comme étant « la conception, l'application et le gestion de processus, produits et services pour empêcher, limiter ou réparer les dégradations subies par l'environnement dans un objectif de développement durable ».

## Historique
La notion de génie écologique est apparue dans les années 1960. Elle répond à de nouveaux enjeux qui apparaissent à la fin du XXe siècle et auxquels sont confrontées les sociétés humaines dans le monde entier : érosion de la biodiversité, dérèglement climatique, dégradation des services écosystémiques... Le génie écologique sert alors à réparer l'écosystème lorsque celui-ci est trop dégradé pour pouvoir mettre en œuvre lui-même ses capacités de résilience. Le concept est en particulier théorisé par l'écologue américain Howard Odum qui a montré la possibilité de contrôler les trajectoires évolutives des écosystèmes en influant sur les dynamiques naturelles. Les États-Unis ont  été les premiers à développer une activité professionnelle de génie écologique, notamment à la suite du Clean Waters Restoration Act (1966) qui a permis la création des Mitigations Banks assurant la protection des zones humides.
Mitsch & Jorgensen, deux écologues américains ont caractérisé en 1989 le génie écologique comme étant une discipline qui:
- se base sur la capacité de résilience de l'écosystème ;
- est un terrain d'expérimentation de l'écologie scientifique ;
- met en œuvre une approche systémique ;
- limite la dépense d'énergie fossile ;
- vise la préservation de la biodiversité.

En 2015, à l'occasion de la COP21, le comité français de l'UICN a proposé une nouvelle approche pour lutter contre l'érosion de la biodiversité : les « solutions fondées sur la nature (SFN) ». Les SFN se basent sur les processus naturels pour répondre à de « grands défis de société » tout en apportant des bénéfices multiples, dont l'amélioration de la résilience de l'écosystème. Le génie écologique sera l'outil privilégié pour la mise en œuvre de ces actions,.

### En France
Encore émergente au début des années 1990, la filière du génie écologique a été accompagnée en France dans son développement par la puissance publique : en 1995, lancement d'un appel à projets Recréer la nature qui visait un rapprochement entre la recherche et les gestionnaires d'espaces naturels en exigeant la double dimension opérationnelle et scientifique ; en 2009, constitution du groupe de travail Filière génie écologique porté par le Ministère de l'écologie qui a contribué à structurer la jeune filière ; en 2012, publication de la feuille de route Ambition Ecotech par le Comité Stratégique de Filière Éco-Industries qui considère la filière comme un secteur économique stratégique. Le monde de la recherche a également joué un rôle déterminant en apportant de meilleures connaissances sur le vivant et ses processus, une étape essentielle pour la mise en œuvre des projets d'ingénierie écologique. Depuis l'année 2010, le CNRS dispose ainsi d'un programme interdisciplinaire Ingénierie écologique (IngECOTech) auquel participe aussi INRAE (ex- Irstea).
La filière professionnelle du génie écologique s'est petit à petit structurée depuis le début du XXIe siècle autour d'un marché en croissance portée par la montée en puissance au sein de la société française des questions environnementales. Le marché a en particulier bénéficié de deux leviers de politique publique. Le premier est la Directive-cadre sur l'eau, datant de 2000, qui donne pour objectif aux États-membres de l'Union européenne d'améliorer l'état des écosystèmes aquatiques. Cette directive-cadre a eu pour conséquence la mise en œuvre d'importants travaux de réhabilitation écologiques des rivières et des zones humides portés par les collectivités territoriales. Le second fait suite à la construction de l'autoroute A65, premier ouvrage autoroutier post Grenelle de l'environnement, qui s'est vu imposer des mesures de compensation écologique ambitieuses. Cette jurisprudence a rendu effective une obligation de compenser les atteintes à la biodiversité et au fonctionnement de l'écosystème qui datait de plus de 30 ans avec la Loi du 10 juillet 1976 relative à la protection de la nature,,.
En octobre 2012, après trois années d'échanges entre les acteurs de la filière portés par l'Union professionnelle du génie écologique (UPGE), l'Afnor a publié la norme française NF X10-900 sur la méthodologie des projets de génie écologique appliqués aux zones humides et aux cours d’eau,. Elle vise plus globalement à professionnaliser « une nouvelle filière en proposant des solutions concrètes et pragmatiques adaptables à tout projet de génie écologique » en proposant un langage commun, clarifiant le rôle et la coordination des intervenants, définissant les étapes aval du projet et encadrant la réalisation pour se poser « les bonnes questions au bon moment ». Elle définit les méthodes d'interventions sur ces habitats naturels et les écosystèmes associés, de la décision de lancer un projet, à l'évaluation par le suivi à long terme des actions. Cette norme décrit les études, la maîtrise d'œuvre, les opérations de gestion restauratoire et propose un métier de « coordinateur biodiversité ».
En 2017, une règle professionnelle N.C.4-R0, traitant spécifiquement des travaux de génie écologique, a été rédigée pour le secteur du paysage par les professionnels du génie écologique. Elle harmonise et précise les termes techniques et les bonnes pratiques de mise en œuvre des ouvrages, les contraintes à prendre en compte ou encore les points de contrôle à appliquer. Elle insiste en particulier sur la place de l'écologue dont l'intervention est décrite comme « indispensable » à la réussite de tout projet de génie écologique.
Aujourd'hui, l'évaluation et la standardisation des équivalences écologiques est réclamée aux acteurs du génie écologique par le secteur financier dès lors que l'intervention de ce dernier dans le maintien du capital naturel est souhaitée. Dans le cadre de cette financiarisation de la nature les banques de compensation sont amenées à utiliser le génie écologique et à être évaluées. Ces approches sont controversées,,.

## Un nouveau métier
Le génie écologique est un nouveau corps de métier qui se développe depuis la fin du XXe siècle. Il met en œuvre les techniques de l'ingénierie écologique dont les principes sont définis ainsi par le CNRS : « L’ingénierie écologique est l’utilisation, le plus souvent in situ, parfois en conditions contrôlées, de populations, de communautés ou d’écosystèmes dans le but de modifier une ou plusieurs dynamiques biotiques ou physico-chimiques de l’environnement dans un sens réputé favorable à la société et compatible avec le maintien des équilibres écologiques et du potentiel adaptatif de l'environnement ». 
Si le monde de la recherche joue un rôle important par l'apport de nouvelles connaissances fondamentales, les opérateurs de génie écologique s'inspirent aussi de pratiques anciennes et développent des innovations se basant sur l'observation des mécanismes du vivant. Ainsi, Léonard de Vinci écrivait : « Les racines des saules empêchent l’effondrement des talus des canaux et les branches de saules, qui sont placés sur la berge et ensuite coupées, deviennent chaque année denses et ainsi on obtient une berge vivante d’un seul tenant ». Ces techniques furent longtemps délaissées au profit de systèmes de protection lourds faisant appel au génie civil. Ces milieux vivants, parfois plus efficaces, sont dotés d'une capacité d'auto-entretient et de résilience, bien que nécessitant en fonction des situations une gestion régulière.

### Déroulement d'un projet de génie écologique
La mise en œuvre de projets de génie écologique implique de nombreuses compétences ; de la concertation avec les acteurs économiques et sociaux au suivi écologique du projet en passant par sa conception et sa réalisation. Une opération classique débute par des activités de conseil et d’accompagnement stratégique, suivies par des étapes d’études diagnostiques, de définition des actions, des travaux, de suivi, de gestion et enfin de valorisation de la démarche par la communication. Ces activités impliquent naturalistes, conseillers en biodiversité, ouvriers et techniciens spécialisés autour du pivot qu'est l'ingénieur écologue.
Le génie écologique considère toutes les dimensions de l'écosystème : la flore, la faune, les processus fongiques, bactériologiques, pédologiques, biogéochimiques, géologiques et aussi les sociétés humaines. Pour agir sur tous ces processus vivants l'ingénieur écologue fait appel à des techniques très variées. Il utilisera par exemple le génie végétal, parfois baptisées bio-ingénierie ou génie biologique, et de nombreuses autres techniques pouvant remplacer les techniques de génie civil classique.
Le génie écologique vise à réconcilier économie et écologie. En effet, puisque son objectif est de favoriser la résilience de l'écosystème, le génie écologique doit tenir compte des activités humaines présentes, partie intégrante de l'écosystème. L’activité de la filière est donc au centre des interrelations entre humanité et biodiversité, et se développe en relation avec l’ensemble des filières économiques. L'activité de génie écologique consiste alors à accompagner les professionnels de l'aménagement, de l'agriculture et même de l'industrie, de l’immobilier et de l’urbanisme pour travailler à la compatibilité entre les activités humaines et les systèmes vivants.
Ainsi la réussite d'un projet de génie écologique se mesure à deux critères : par l’acceptation sociale et l'implication des riverains et usagers dans le projet et par une évaluation scientifique. Cette dernière se fait sur la base du suivi d'indicateurs, notamment de bioindicateurs, qui varient selon le contexte biogéographique, la surface du site et l'objectif des opérations. Les écologues se basent surtout sur quelques espèces jugées bioindicatrices pour évaluer et, le cas échéant, corriger les opérations menées.

## Techniques et applications
Les techniques de génie écologique peuvent être mises en œuvre en lien avec toutes sortes d'activités humaines dès lors que celles-ci ont un impact sur l'écosystème et son fonctionnement, ce qui est très large : gestion des espaces naturels, aménagement du territoire, planification urbaine, exploitation agricole, activité économique... En fonction de l'objectif visé, les interventions peuvent être séparées en quatre : gestion, restauration, création ou intégration de l'activité dans l'écosystème. Cette répartition n'est pas exclusive mais permet un aperçu des nombreuses applications du génie écologique.

### Gestion des milieux
Les gestionnaires de milieux font appel au génie écologique quand leur objectif est d'augmenter la biodiversité, de la stabiliser ou de stopper son déclin. En effet, certains processus naturels sont aujourd'hui disparus et seules des interventions humaines peuvent pallier ce manque et empêcher la disparition de certains milieux, de certaines espèces. Des milieux naturels aux espaces urbains en passant par les surfaces agricoles, l'ingénieur écologue va alors préconiser, en lien avec les usages, les interventions à réaliser pour favoriser la biodiversité. Voici quelques exemples :
- maintien en état ouvert par broyage, fauche ou débroussaillage, en fonction des communautés végétales présentes ;
- gestion différenciée pour diversifier les milieux ou conserver la diversité existante ;
- faucardage afin, par exemple, de limiter la prolifération d'espèces exotiques ou de réduire l'eutrophisation d'une zone humide ;
- éco-pâturage, pour conserver à long terme l'ouverture du milieu grâce à des herbivores tels que les équidés, ovins ou bovins, ou encore le castor ou l'élan qui peuvent être utilisés dans le cas de milieux prairials ou humides.

Pour les trois premiers points, la gestion des rémanents est déterminante. Si ceux-ci sont exportés, le milieu s'appauvrit en matière organique ce qui, dans certains cas, favorise l'enrichissement de la biodiversité.

#### Gestion des milieux aquatiques et prévention du risque inondation
La compétence GEMAPI, entrée en vigueur le 1er janvier 2018, appelle aujourd’hui les collectivités territoriales à mettre en œuvre des solutions innovantes permettant d’accorder la prévention des inondations avec la gestion intégrée des milieux aquatiques. Les solutions fondées sur la nature, basée sur l’utilisation d’ouvrages de génie écologique et végétal, complémentaires à des ouvrages de génie civil, peuvent répondre aux enjeux croisés de prévention des inondations et de restauration des milieux en apportant une plus- value écologique. 
Pour Freddy Rey, expert INRAE en génie écologique : "Alliées à de récentes innovations dans le domaine de l'ingénierie écologique, on peut aujourd'hui proposer les actions-types suivantes :
- re-méandrer le cours d’eau et/ou le laisser divaguer pour dissiper son énergie ;
- laisser au cours d’eau la possibilité d’éroder ses berges dans les zones les moins vulnérables aux inondations ;
- aménager des zones d’expansion des crues, en utilisant notamment les zones humides rivulaires, pour permettre au cours d’eau de déborder ;
- combiner génie civil et génie végétal au niveau des berges, en utilisant parfois des ouvrages en bois (caissons végétalisés par exemple), et en veillant à ce que les ligneux et leurs grosses racines ne déstabilisent pas un éventuel ouvrage de protection proche (ex. : une digue en sommet de berge) ;
- planter les berges des cours d’eau pour limiter la vitesse du courant, les protéger et créer une trame verte ;
- végétaliser les versants du bassin pour réduire et ralentir le ruissellement ;
- végétaliser les lits des ravines érodées (cordons et garnissages sur seuils en bois, fascines, haies…) pour réduire l’apport de sédiments fins dans les rivières".

### Agroécologie
L’ingénieur écologue intervient aussi sur les espaces agricoles. Il peut alors proposer une nouvelle gestion de l’exploitation agricole mieux adaptée au fonctionnement de l'écosystème. Il s'inspire dans ce cas des techniques permacoles.
L'agriculteur peut favoriser la biodiversité pour assister la productivité de l'agrosystème et garantir leur stabilité dans le temps face à des perturbations extérieures. Différents processus biologiques ou écologiques en lien avec la biodiversité peuvent être intensifiés : valoriser la diversité et l’activité des micro-organismes du sol au profit des plantes, associer et faire collaborer diverses espèces, utiliser différentes familles et strates de végétation, réguler écologiquement les ravageurs des cultures via leurs ennemis naturels, etc. Il peut aussi agir sur les cycles de la matière organique et des nutriments pour améliorer la productivité des agrosystèmes à faible utilisation d’intrants grâce à la bonne gestion des ressources organiques, et donc des flux de nutriments et d’énergie qu’elles induisent. Il est alors possible d’intervenir à plusieurs niveaux : renforcer les interactions de l’élevage et de l’agriculture pour préserver les ressources naturelles, restaurer la vie biologique des sols par des intrants organiques spécifiques, nourrir localement la plante.
La gestion de l'eau est enfin un élément déterminant, notamment dans les zones sèches, où la ressource est limitée et irrégulière. La gestion peut en être améliorée de plusieurs façons : adapter la culture aux pluies erratiques ou aux risques de sécheresse, conserver l’eau au niveau de la parcelle en limitant le ruissellement, prendre en compte le rôle essentiel que jouent les arbres sur le sol et l’eau en zones sèches...

### Restauration de l'écosystème ou de fonctionnalités écologiques
La dernière Conférence mondiale sur la biodiversité, qui s’est tenue à Nagoya en 2010, a acté qu’il fallait d’ici à 2020, restaurer au moins 15 % des écosystèmes dégradés en complément des politiques de conservation (15e objectif d'Aichi).
Le génie écologique tire parti de la capacité de résilience écologique des écosystèmes pour restaurer les milieux et les fonctionnalités écologiques:
- terrassements, importation de matériaux (rochers, sables) pour la restauration de milieux, de sols, de cours d'eau ;
- utilisation des fonctionnalités morphologique des végétaux pour restaurer naturellement des milieux érodés[34] et/ou se protéger des risques naturels[35], plantation d'espèces avec de vastes systèmes racinaires pour la restauration durable de sols dégradés, la stabilisation de pentes, de berges, de dunes ou de littoraux ;
- procédés de dépollution par les plantes ou par les bactéries, par exemple pour traiter les matériaux issus des mines avec des métaux lourds (bactéries chimiolithotrophes), les marées noires (bactéries organotrophes), l'épuration des eaux[36] ou la dégradation des déchets[37] ;
- ouverture du milieu par arrachage ou abattage pour diversifier les habitats ;
- gestion du sol: décapage (étrépage) pour favoriser la biodiversité, reconstitution de sols par déplacement de matière minérale, biomasse ou litière, réhabilitation de technosol;
- transfert d’espèces ou d'habitats afin de reconstituer les conditions minimales de résilience du milieu: rempoissonnement, repeuplement, restauration d’algues d'herbiers de phanérogames en milieu marin, stabilisation des vasières par un lit de moule[38], etc.

#### Création d'un écosystème fonctionnel
La création d'un écosystème intervient quand le milieu est trop dégradé pour être restauré ou lorsque la diversification des habitats est jugée nécessaire par l'ingénieur écologue en cohérence avec le contexte social, économique et environnemental local. Cela peut concerner en zone terrestre la création d'un milieu complet comme les zones tampons pour l'épuration des eaux, les mares, les talus, les haies, etc. ou la création d'éléments d'habitats pour les animaux: hibernaculum, nichoirs, hôtel à insectes, gîtes. En milieu marin, l'ingénieur écologue peut demander la mise en place d'habitats en zone portuaire sous l'eau ou en zone intertidale, avec la création de récifs artificiels dans un port, une digue ou d'autres dispositifs de protection côtière, en y intégrant par exemple des espèces filtrantes (moules, huîtres). Dans les milieux agricoles, des techniques de génie écologique par ajout de matière organiques sont testés dans les Antilles françaises pour dépolluer les sols contaminés à la chlordécone. 

### Intégration de l'activité humaine dans l'écosystème
Les techniques de gestion, restauration et création de milieux naturels sont utilisées pour l'intégration écologique d'aménagements et d'infrastructures. Le génie écologique met alors en place des aménagements urbains, agricoles, hydrauliques ou sylvicoles intégrés dans l'écosystème, là où le génie civil utilisait antérieurement plus volontiers le béton ou les palplanches. Le génie écologique propose en effet des solutions s'inspirant de la nature et permet d'augmenter la perméabilité écologique des ouvrages et de diminuer l'empreinte écologique en limitant fortement les prélèvements sur les ressources naturelles et en favorisant l'utilisation de matériaux éco-compatibles. Les techniques de réutilisation des ressources peuvent aussi être apparentée à du génie écologique par leur volonté réduire l'utilisation de ressource naturelle non-renouvelable, comme l'assainissement écologique.
Concrètement, ces techniques visent à favoriser les connectivités écologiques et l'intégration de l'aménagement dans le fonctionnement de l'écosystème. Les continuités écologiques sont améliorées avec la création d'ouvrages de franchissements de type écoducs associés à des dispositifs de canalisation de la faune: talus, haies, fossés... L'intégration écologique des bâtiments est elle assurée grâce à la prise en compte de leur emprise, leurs abords, et la valorisation des structures mêmes. Toitures végétalisées et murs végétaux prennent ainsi de l'importance depuis l'intégration de la biodiversité dans les référentiels environnementaux des bâtiments tels que HQE ou BREEAM et tendent à intéresser les architectes et architectes d'intérieur, et non plus seulement les aménageurs de routes ou de berges.
L'intégration écologique peut également être conduite à des échelles supérieures au simple chantier d'aménagement. Les acteurs du génie écologique accompagnent ainsi les professionnels à penser la compatibilité de l'activité de leur entreprise avec le fonctionnement de l'écosystème et même, à travailler au niveau du modèle économique du territoire, voire du pays. Cela peut concentrer tous les secteurs économiques, même les plus hors-sol.

### Gestion cynégétique adaptative
La gestion adaptative d'une espèce chassée ou pêchée et/ou de ses habitats est une méthode utilisée pour la pêche et la chasse, itérative qui consiste à adapter les mesures de gestion en fonction de l'évolution de son état de conservation. Cette notion est particulièrement utilisée en France, premier pays à l'avoir intégré dans la loi — loi du 24 juillet 2019 — pour la gestion cynégétique des oiseaux migrateurs chassables (canards, oies, limicoles, grives, merles noirs, cailles des blés, pigeons, bécasses des bois, alouettes des champs...). Elle « consiste à mettre en œuvre des actions flexibles d'aménagement ou de régulation, sur la base d'objectifs fixés collectivement, tout en améliorant la connaissance, permet de progresser pas à pas via un processus vertueux même pour des systèmes biologiques imparfaitement compris […] en plaçant la concertation et la connaissance au centre du processus. ».
Son application en France a été difficile. Selon Loïc Obled (directeur général délégué Police, connaissance et expertise, à l'Office français de la biodiversité (OFB) : « La création et le travail du Comité des experts pour la gestion adaptative (CEGA) depuis 2019 ont donné lieu à d'intenses discussions, parfois de profonds désaccords. Une partie de ces débats provient d'une mauvaise interprétation de ce qu'est et n'est pas la gestion adaptative, ce qu'elle permet et aussi ce qu'elle réclame des parties prenantes. ». Cette gestion doit faire face aux défis posés par le cadre juridique européen, notamment la directive Oiseaux, qui limite certaines décisions de gestion adaptative des espèces. Par exemple, la Bernache nonnette, bien qu'abondante et causant localement des dommages agricoles, ne peut être chassée, car protégée par la directive. La Norvège n'est, elle, pas soumise au droit communautaire, et pourrait donc développer une gestion adaptative. En France, la gestion des espèces protégées doit respecter le principe juridique de non-régression, ce qui complique les changements de régime de protection. Les interactions entre ce cadre juridique et la gestion adaptative nécessitent une exploration approfondie pour proposer des solutions adaptées. Et elle reste critiquée par les associations de protection et de conservation de la nature pour ce qui concerne la gestion des espèces d'oiseaux en mauvais état de conservation, notamment parce qu'elle a été promue et mise en place pour traiter en demi-mesure le contentieux sur les périodes de chasse aux oiseaux migrateurs (c'est-à-dire sur les dates d'ouverture et de fermeture de la chasse qui varient selon les espèces, et selon les années).

## Acteurs français
Les acteurs du génie écologique français se sont regroupés au sein de différents réseaux :
- Les chercheurs des établissements publics de recherche, comme INRAE (ex-Irstea) et le CNRS, qui travaillent sur la problématique[15] ont créé ces dernières années deux réseaux spécialisés: Gaié[47], le Groupe des acteurs de l'ingénierie écologique, et Rever[48], le Réseau d’échanges et de valorisation en écologie de la restauration.
- Les écologues sont réunis individuellement depuis 1979 au sein de l'AFIE, l'Association française des ingénieurs écologues.
- Les entreprises ont créé en 2008 l'UPGE, l'Union professionnelle du génie écologique, qui a vu son travail de fédération des acteurs confirmé en 2012 par le ministère de l'Écologie[49]. L'UPGE a lancé le travail de normalisation ayant abouti à la publication de la norme NF X10-900 en 2012.

Ces acteurs ont créé en 2015 un Centre de ressources du génie écologique aujourd'hui animé par l'Agence française pour la biodiversité (AFB) pour capitaliser et partager les savoir-faire et bonnes pratiques des acteurs publics et privés du domaine. Les objectifs sont multiples : améliorer la formation continue, favoriser l'émergence de nouveaux outils & méthodes et faciliter le travail des professionnels tant pour l'amont de la filière, diagnostic et travaux, que pour l'aval, évaluation et retours d'expériences. Cette plate-forme complète le Centre de ressource trame verte et bleue existant.
LifeSys a également vu le jour fin 2016, collaboration de plusieurs structures phares du génie écologique français afin de répondre à des enjeux nationaux et internationaux complexes en matière de génie écologique.